# Benthomisophria palliata
Benthomisophria palliata is een eenoogkreeftjessoort uit de familie van de Misophriidae. De wetenschappelijke naam van de soort werd in 1909 voor het eerst geldig gepubliceerd door Georg Ossian Sars.